# 129-es busz (Budapest, 1977–1979)
A budapesti 129-es jelzésű autóbusz a Pasaréti tér és Széher út között közlekedett. A vonalat a Budapesti Közlekedési Vállalat üzemeltette.

## Története
A járat 29Y jelzéssel indult 1967 novemberében, a Pasaréti tér és a Széher út között körforgalomban, az óramutató járásával ellentétes irányban. Kizárólag szerdán, pénteken és vasárnap közlekedett ekkor, a kórházi látogatási időhöz igazodva. 1977. január 1-jén a 129-es jelzést kapta. 1979. május 31-én megszűnt, helyét a Kelemen László utcától meghosszabbított 29-es busz vette át.

## Útvonala
| Széher út felé:                                                                            | Pasaréti tér felé:                                                                                   |
| ------------------------------------------------------------------------------------------ | --- |
| Pasaréti tér vá. – Kelemen László utca – Vörös Hadsereg útja – Szajkó utca – Széher út vá. | Széher út vá. – Széher út – Budenz út – Vörös Hadsereg útja – Kelemen László utca – Pasaréti tér vá. |

## Megállóhelyei
| 0 | Pasaréti tér végállomás                         | 7 | 5, 5, 29 |
| 1 | Vörös Hadsereg útja (↓) Kelemen László utca (↑) | 6 | 29, 56   |
| 2 | Pannónia Filmstúdió                             | ∫ | 56       |
| 3 | Szajkó utca                                     | ∫ | 56       |
| ∫ | Budenz út                                       | 4 |          |
| ∫ | Széher út 12.                                   | 2 |          |
| ∫ | Széher út 38.                                   | 1 |          |
| 5 | Széher út végállomás                            | 0 |          |